# Apostenus crespoi
Espèce
Apostenus crespoi est une espèce d'araignées aranéomorphes de la famille des Liocranidae.

## Distribution
Cette espèce est endémique du Portugal. Elle se rencontre dans la Serra de l'Arrábida.

## Description
La femelle holotype mesure 3,32 mm.

## Étymologie
Cette espèce est nommée en l'honneur de Luís Carlos da Fonseca Crespo.

## Publication originale
- Lissner, 2017 : New records of spiders (Araneae) from Portugal. Arachnologische Mitteilungen/Arachnology Letters, vol. 54, p. 52-58.